# 95785 Csanyivilmos
95785 Csanyivilmos este o planetă minoră (asteroid) din centura de asteroizi. A fost descoperită pe 27 martie 2003 la Piszkéstetői Obszervatórium⁠(d) de Krisztián Sárneczky⁠(d) și a fost numită după Csányi Vilmos⁠(d). 
Obiectul prezintă o orbită caracterizată de o semiaxă mare de 2,6315211053286 UAi, o excentricitate de 0,06, o înclinație de 9,5 ° în raport cu ecliptica.